# Schillerstraße (Cuxhaven)

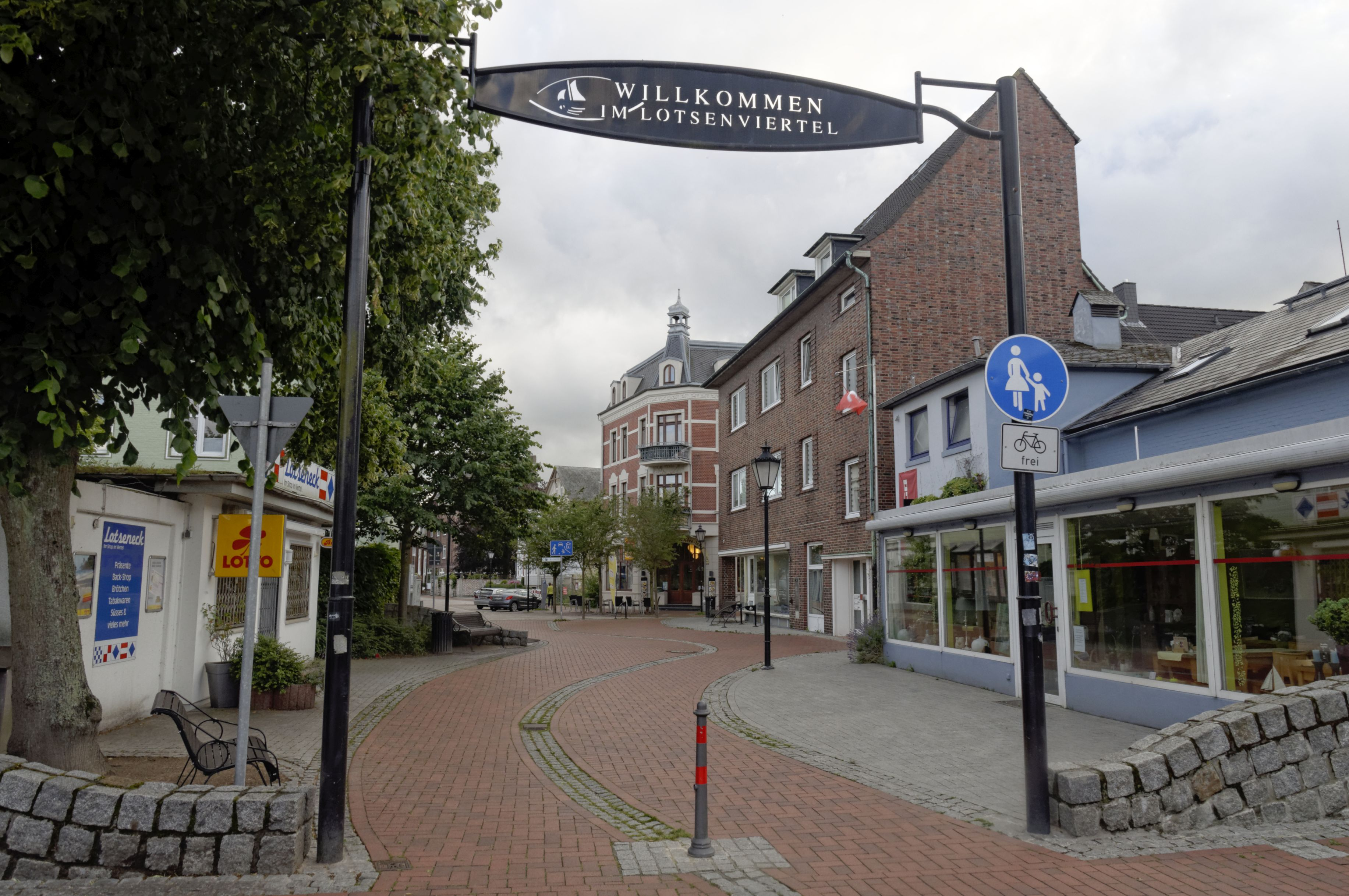
Schillerstraße als Fußgängerzone

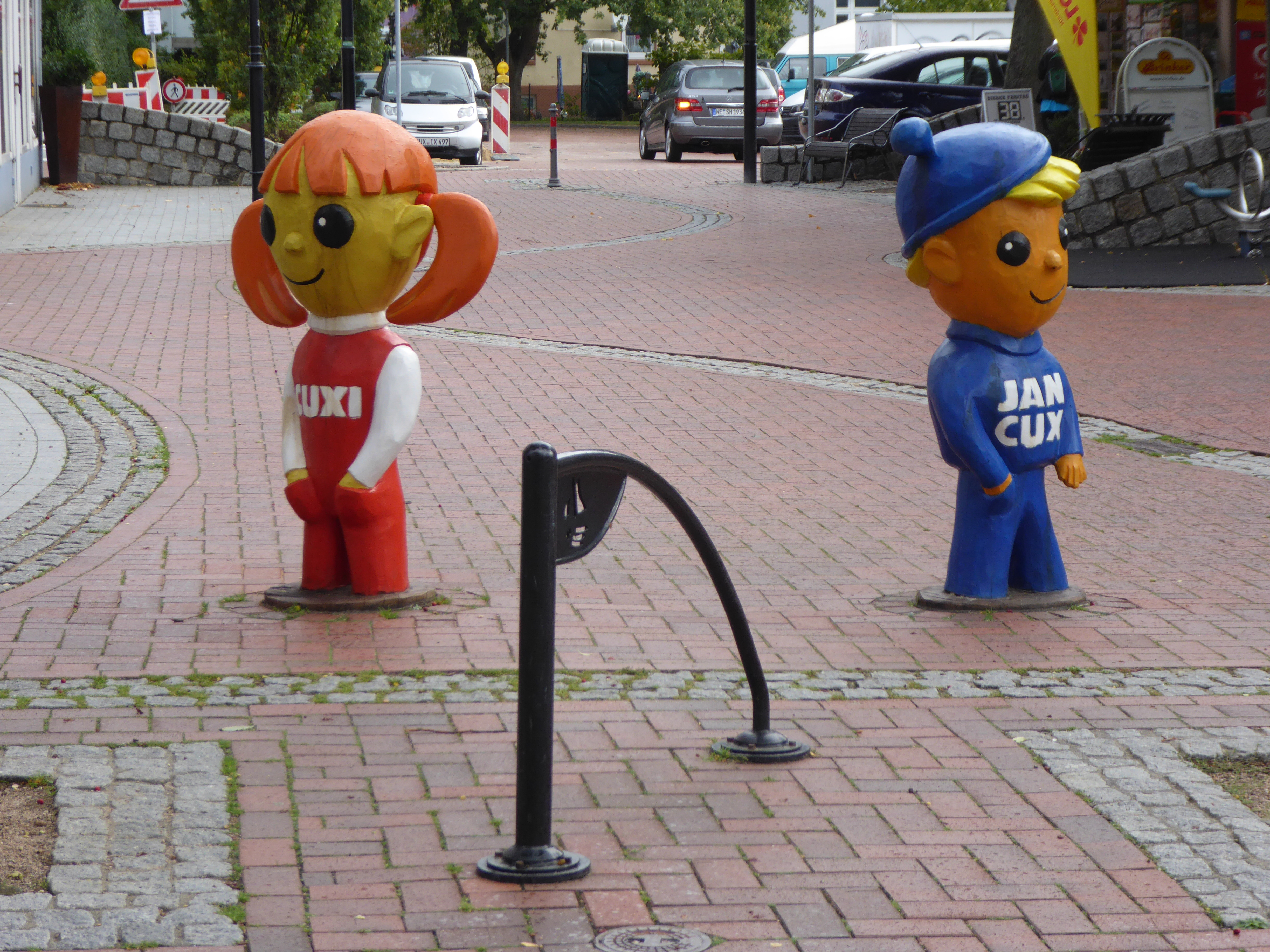
Cuxi und Jan Cux in der Schillerstraße

Die Schillerstraße ist eine ca. 0,65 km lange Einkaufsstraße in Cuxhaven im Lotsenviertel. Sie führt in Ost-West-Richtung parallel zum Nordsee-/Elbedeich vom Alten Deichweg bis zur Catharinenstraße.

## Geschichte

### Name
Die Straße hieß früher Alte Deichstraße. Sie wurde nach dem Dichter Friedrich Schiller (1759–1805) an seinem 100. Todestag benannt. Er schrieb u. a. bekannte Werke wie Die Räuber, Kabale und Liebe, Don Karlos, Wallenstein, Maria Stuart, Die Jungfrau von Orléans und Wilhelm Tell sowie viele Balladen, Gedichte, philosophische und historische Werke.

### Entwicklung

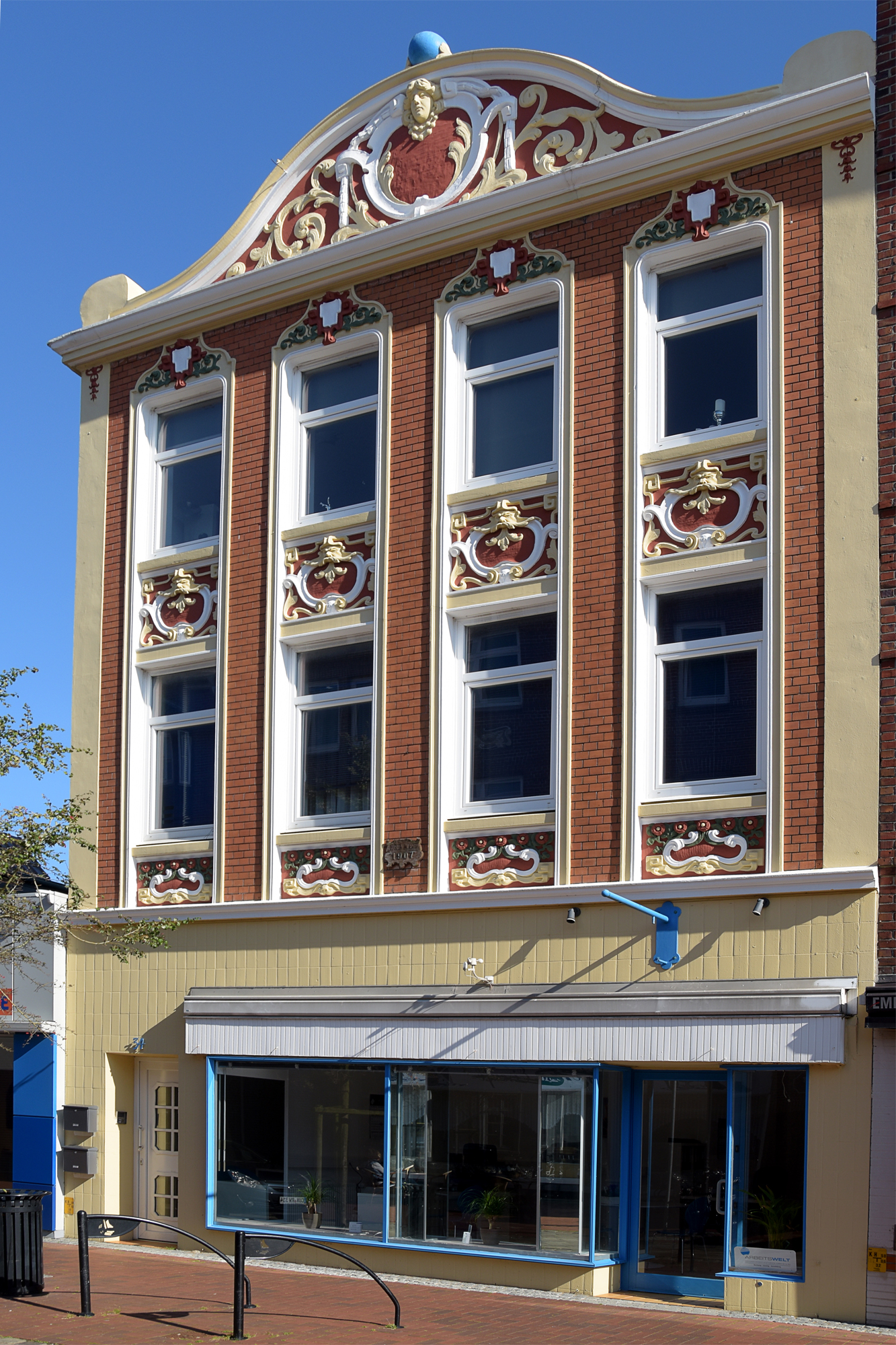
Schillerstraße 34

Nachdem 1872 Ritzebüttel und Alt-Cuxhaven vereinigt worden waren, erfolgte ein stärkerer Ausbau des Ortsgebietes in Richtung Westen.
Früher bestand in Cuxhaven eine Residenzpflicht für Lotsen. Sie durften nicht weiter als 1 km von der Lotsenversetzstelle am Hafen entfernt wohnen, damit sie schnell einsatzbereit waren. Im Bereich Schillerstraße, Alte Deichstraße, Lotsengang und Marienstraße stehen noch heute Häuser, in denen früher die Lotsen wohnten. Lagebedingt siedelten sich hier im 20. Jahrhundert viele Einzelhändler, kleine Hotels, Gaststätten, Dienstleister und Handwerksbetriebe an; Wohnungen wurden vermehrt in der Saison als Ferienwohnungen vermietet. Anwohner und Geschäftsleute des ehemaligen Schillerzentrums benannten den Bereich um diese Straße als Lotsenviertel. 1905/06 erfolgte eine Neupflasterung.
Bis Dezember 2010 erfolgten Umbaumaßnahmen in der Schillerstraße; sie erhielt eine niveaugleiche Pflasterung aus Granit und Klinkersteinen, und die Figuren Cuxi und Jan Cux wurden aufgestellt. Das Geschäftsleben erlebte aber danach Schwierigkeiten.
Das Lotsenfest im Lotsenviertel mit Flohmarkt findet einmal im Sommer auf der Schillerstraße statt.
Verkehrlich wird die benachbarte Marienstraße von den Buslinien 1006, 1007 und 1010 der KVG erschlossen.

## Nebenstraßen
Die Neben- und Anschlussstraßen wurden benannt als Alter Deichweg, Heinrichstraße vermutlich nach dem Gastwirt Johann Hinrich Hinck (1819–1888), Kurze Straße, Friedrichstraße nach dem Unternehmer Friedrich Grabowsky, der um 1843 diese Straße anlegte, Grüner Weg, Lotsengang 1995 nach den Lotsen, die diesen Weg oft benutzten, Schillerplatz nach dem Dichter, Kirchenpauerstraße 1902 nach dem Amtmann Gustav Heinrich Kirchenpauer (1808–1887) und Catharinenstraße 1892 nach den Vornamen der Mütter der beiden Straßenerbauer.

## Gebäude, Anlagen (Auswahl)

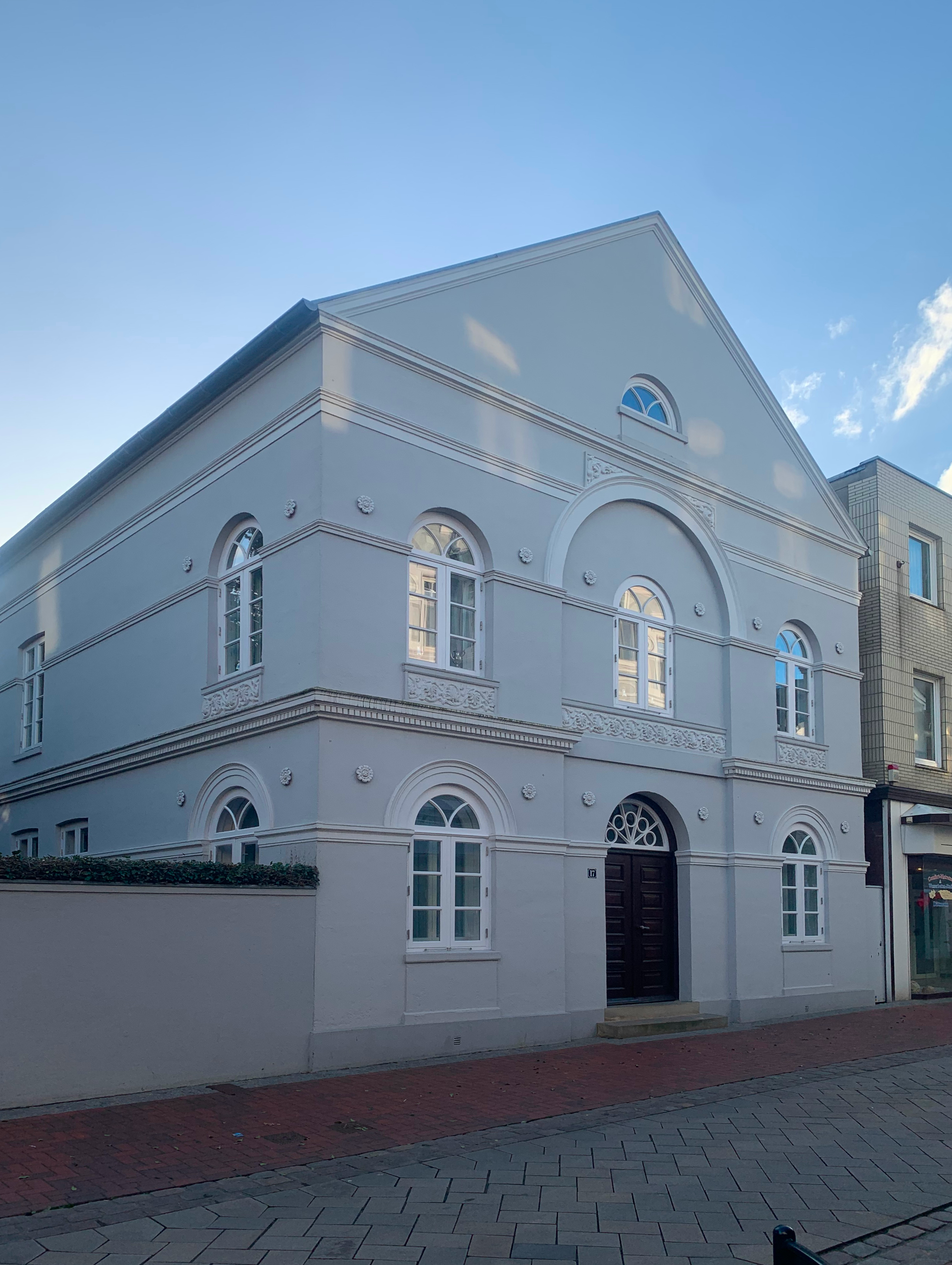
Haus Nr. 17

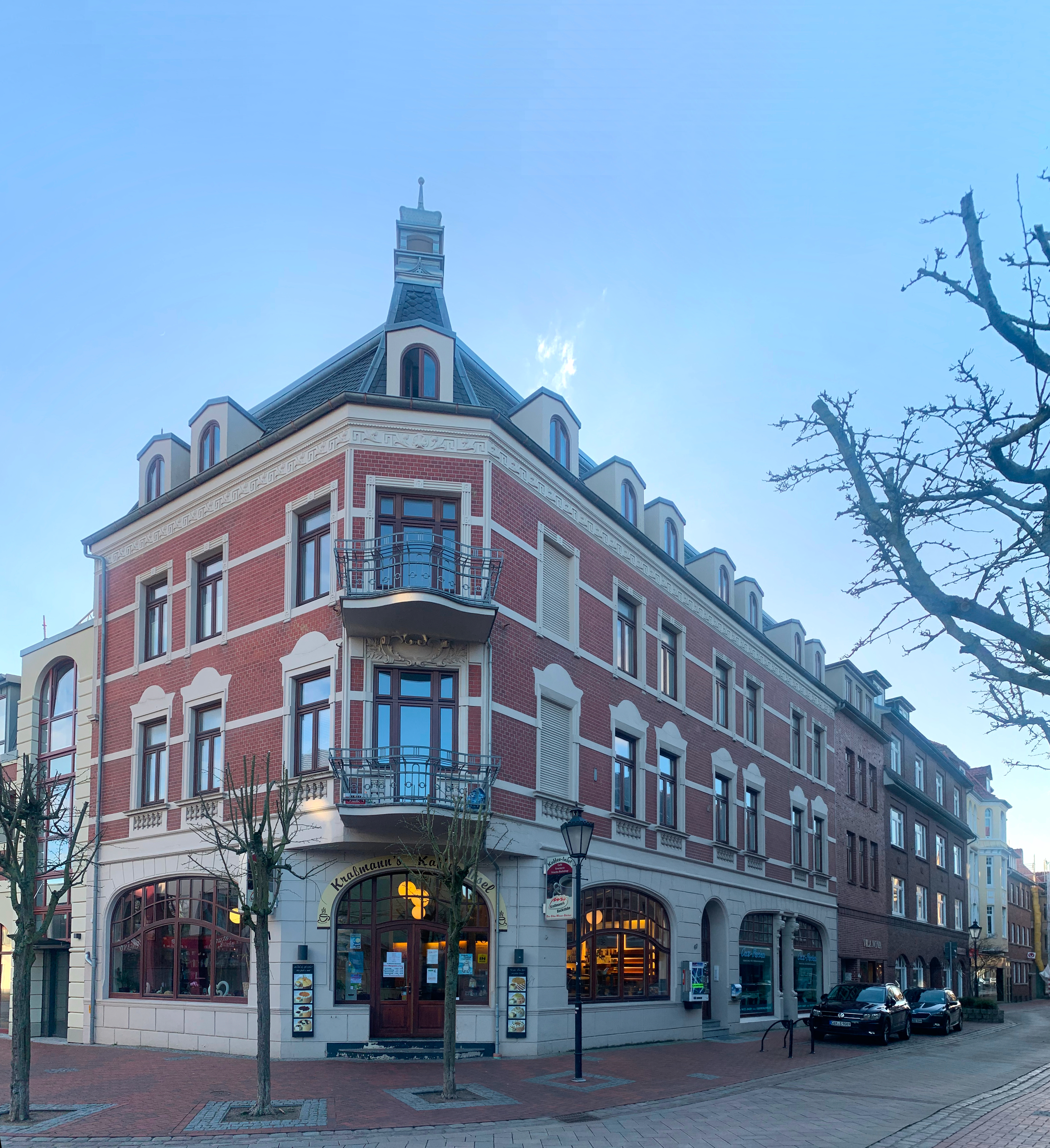
Haus Nr. 47

An der Straße mit einer höheren Aufenthaltsqualität stehen überwiegend ein- bis dreigeschossige Gebäude mit zumeist Sattel- und Walmdächern. Die mit D gekennzeichnete Häuser stehen unter Denkmalschutz.
- Alter Deichweg 21 / Ecke Schillerstraße: Wohn- und Geschäftshaus mit Kaffeeröster und Café
- Nr. 5: Eingeschossiges giebelständiges Wohn- und Geschäftshaus mit Restaurant
- Nr. 7: Drei- und viergeschossiges Wohn- und Geschäftshaus von 1908 (D)
- Nr. 10: Dreigeschossiges Eckhaus von 1906 mit Türmchen (D); Architekt: A. Küchenmeister
- Nr. 17: Zweigeschossiges klassizistisches Wohnhaus (D) von um 1840
- Nr. 23: Traufständiges Wohn- und Geschäftshaus mit Galerie
- Nr. 31: Neueres dreigeschossiges Wohn- und Geschäftshaus mit Bäckerei und Konditorei
- Nr. 33: Kräuter- und Teekontor sowie Drogerie
- Nr. 34: Dreigeschossiges historisierendes Wohn- und Geschäftshaus von 1907 (D) mit einer barockisierenden reich verzierten Fassade mit Jugendstilelementen; Architekt: August Küchenmeister
- Nr. 35: Wohn- und Geschäftshaus mit Café
- Nr. 40: Eingeschossiges giebelständiges Wohn- und Geschäftshaus mit Weinhandlung
- Nr. 42: Traufständiges Wohnhaus
- Nr. 44: Zweigeschossiges neoklassizistisches Eckhaus mit Zeltdach; Geschäft und Gastronomie
- Nr. 41: Zweigeschossiges giebelständiges Wohn- und Geschäftshaus von um 1900 mit Geschäftsstelle der Stadtsparkasse Cuxhaven
- Nr. 43/45: Dreigeschossiges Wohn- und Geschäftshaus mit prägender Erkerausbildung an der Straßenecke
- Nr. 46: Pavillon Schillerzentrum
- Nr. 47: Dreigeschossiges historisierendes verklinkertes Wohn- und Geschäftshaus von 1907 (D) mit einem markanten quadratischen Ecktürmchen mit einer Laterne und einer Glockenhaube, mit Bäckerei und Café mit Jugendstilelementen. Architekt: Polack
- Nr. 64: Dreigeschossiges neueres Wohn- und Geschäftshaus, seit 2009 als sogenanntes Pinguin-Museum Cuxhaven
- Nr. 68: Neuere dreigeschossige Wohnhäuser für betreutes Wohnen